# Condado de Floyd (Virginia)
El condado de Floyd (en inglés: Floyd County) es un condado en el estado estadounidense de Virginia. En el censo de 2000 el condado tenía una población de 13.874 habitantes. La sede del condado es Floyd. El condado fue formado en 1831 a partir de una porción del condado de condado de Montgomery. Fue nombrado en honor a John Floyd, quien era Gobernador de Virginia en ese entonces.

## Geografía

### Condados adyacentes
- Condado de Roanoke (norte)
- Condado de Franklin (este)
- Condado de Patrick (sureste)
- Condado de Carroll (suroeste)
- Condado de Pulaski (noroeste)
- Condado de Montgomery (noroeste)

### Áreas protegidas nacionales
- Blue Ridge Parkway

## Demografía
En el  censo de 2000, hubo 13.874 personas, 5.791 hogares y 4.157 familias residiendo en el condado. La densidad poblacional era de 36 personas por milla cuadrada (14/km²). En el 2000 había 6.763 unidades unifamiliares en una densidad de 18 por milla cuadrada (7/km²). La demografía del condado era de 96,71% blancos, 2,00% afroamericanos, 0,09% amerindios, 0,09% asiáticos, 0,01% isleños del Pacífico, 0,36% de otras razas y 0,74% de dos o más razas. 1,35% de la población era de origen hispano o latino de cualquier raza. 
La renta promedio para un hogar del condado era de $31.585 y el ingreso promedio para una familia era de $38.128. En 2000 los hombres tenían un ingreso medio de $30.886 versus $20.466 para las mujeres. La renta per cápita para el condado era de $16.345 y el 11,70% de la población estaba bajo el umbral de pobreza nacional.

## Ciudades y pueblos
| - Carthage - Conners Grove - Copper Hill - Duncan - Floyd - Haycock | - Hemlock - Huffville - Indian Valley - Laurel Branch - Mabry Mill - Pizarro | - Poff - Shelors Mill - Simpsons - Smart - Sowers | - Terrys Fork - Tindall - Union - Wangle Junction - Willis |